# Perro amor (telenovela colombiana)
Perro amor fue una telenovela colombiana producida por Cenpro TV y emitida en 1998 de lunes a viernes a las 22:00 por el Canal Uno. La historia giraba en torno de un hombre mujeriego que hace una apuesta para acostarse con una mujer y comprobar si ella en realidad es virgen. La telenovela, escrita por Natalia Ospina y Andrés Salgado, está inspirada en la novela epistolar Las amistades peligrosas del francés Choderlos de Laclos. 
Protagonizada por Danna García y Julián Arango, junto a la participación antagónica de Isabella Santodomingo como la villana principal de la telenovela.

## Sinopsis
La novela cuenta la historia de dos amantes: Antonio "el perro Brando" (Julián Arango) y Camila Brando (Isabella Santodomingo), que además son primos y que desde que son adolescentes juegan con el amor. Son dos amantes que apuestan a vivir una vida llena de aventuras amorosas, de pasiones, de conquistas y de apuestas. Todo vale: hacer el amor en una ventana, en los baños de la oficina o en la cama matrimonial de Camila. Todo con una condición: no enamorarse ni entre ellos ni de nadie. El amor es un juego y el que se enamora pierde. 
Antonio va a casarse con Daniela (Vicky Rueda), la hija del socio de su padre, mas el día de su boda, Camila le hace una de sus famosas apuestas: a que él no se atreve a plantar a la novia ante el altar Antonio acepta la apuesta y la cumple sin pensar en las consecuencias: el papá de Daniela era el mayor inversionista en la constructora de la familia Brando y debido a la ofensa de Antonio rompe relaciones con ellos haciendo peligrar un importante proyecto en el que está empeñada la fortuna Brando. Esto deja a la familia al borde de la quiebra. Antonio realiza una nueva apuesta con Camila que se basa en acostarse con la virgen Sofía Santana (Danna García), una mesera que conoce ese día en "boda" con Daniela.
Paralelo a esto, la familia Brando ya sin dinero, embauca al testaferro Dagoberto (Hansel Camacho) y toma posesión de las casas de un barrio sin pagar por ellas (siendo antes el proyecto de la familia Brando arruinado por Antonio) impulsando a Dagoberto a tomar su propia vida cuando no puede dar la cara a sus vecinos. Su hijo, Rocky (Oscar Borda), jura entonces vengarse. Rocky es un muchacho honesto y sueña con ser músico, es un prometedor cantante de salsa que sí está enamorado de Sofía y que le ofrece un amor sincero, sin apuestas ni mentira.
La apuesta de Antonio y Camila ha llegado demasiado lejos sin importarles Sofía, el futuro económico de la constructora, que se hayan llevado por delante a un barrio entero, una familia y la felicidad de Rocky. Sin embargo, algo va a cambiar: Pedro (Frank Ramírez), el padre de Antonio, lo pone en la calle por ser tan inconsciente. Antonio decide entonces casarse con Sofía para así mostrarle a su padre que ha sentado cabeza pero Sofía que ya sabe lo perro que es él, no quiere nada con él. Antonio queda atrapado en su propio juego, ha empezado a enamorarse realmente de Sofía y comienza a controlarla sin admitirle a Camila lo que en verdad siente por Sofía. Camila por su parte, empieza a hacerles la vida imposible a ambos tratando de recuperar a Antonio de quien, sin querer reconocerlo, está enamorada desde hace mucho tiempo.

## Música
Además de la historia de amor entre Sofía y Antonio, esta novela giró en torno a la música, siendo esta una temática central y recurrente a lo largo de la novela. Desde el inicio, Rocky sueña con tener su orquesta de salsa reconocida a nivel internacional; sueño, que se convierte en un reto y en su arma más poderosa para vengarse de la familia Brando después de la muerte de su padre.
Rocky, junto a Benny, Christian, y más adelante Lena, conforman la orquesta de Rocky París y Los Boxeadores de la Salsa; orquesta con la que conquistan el público latino llegando a varios lugares del mundo y los lleva a compartir escenario con Los Van Van de Cuba y Juan Carlos Alfonso y su Dan Den, entre otros.
Su primer sencillo: "Sofía" (compuesta por Rocky en la novela, y por Víctor "El Nene" Del Real en la vida real) es el que les daría reconocimiento local al sonar en radio, llegando a ocupar los primeros lugares, y luego, también los catapultaría al éxito.
En la vida real, debido al éxito de la novela, Cenpro Televisión lanzó por medio del sello Rodven-PolyGram en 1998 un álbum en CD y Casete con 17 temas interpretados por Rocky (Oscar Borda), Lena (Juliana Barrios), Sofía (Danna García) y Pedro Ayala. Este álbum tuvo un alto nivel de ventas y aceptación entre el público nacional, e incluso internacional, ya que fue editado también en países como México.
Como dato curioso, la novela hace un homenaje a Willie Colón, especialmente a su álbum "Fantasmas" grabado en 1981; pues varias canciones de este álbum ambientan escenas importantes de la novela en repetidas ocasiones (incluso hay una escena donde Rocky quiere regalarle un disco a Sofía, y escoge este álbum en la discotienda para tal fin). También, en el CD de Perro Amor aparece una versión del tema "Celo" perteneciente al álbum "Fantasmas" interpretado por Danna García (Sofía) en versión bolero.
Esporádicamente, también sonaron otros temas de Willie Colón como "Tú Eres Tú" de 1979, o "Tiempo Pa Matar" de 1984 que pertenecen a otros álbumes, pero su aparición fue en escenas concretas.

### Lista de canciones[2]
| N.º | Título                                   | Intérpretes(s)                |
| --- | ---------------------------------------- | ----------------------------- |
| 1.  | Intro Cumbia Apuesta                     | Antonio, Camila (Incidental)  |
| 2.  | Perro Amor                               | Oscar Borda - Juliana Barrios |
| 3.  | No Se Debe Amar Así                      | Juliana Barrios               |
| 4.  | Se Acabó El Querer (Los Van Van de Cuba) | Pedro Ayala                   |
| 5.  | No Me Carezcas                           | Danna García, Pedro Ayala     |
| 6.  | Son Suspenso                             | (Incidental)                  |
| 7.  | Celo (Willie Colón)                      | Danna García                  |
| 8.  | Sofía                                    | Oscar Borda - Nando Pérez     |
| 9.  | Bolero Drama                             | (Incidental)                  |
| 10. | Faltaba Un Bolero                        | Juliana Barrios               |
| 11. | Enamorado                                | (Incidental)                  |
| 12. | Agitación Emocional                      | (Incidental)                  |
| 13. | Don Pedro Y Doña Beatri                  | Juliana Barrios, Pedro Ayala  |
| 14. | Pasión Encaná                            | Pedro Ayala                   |
| 15. | Camila (Mujer Sin Alma)                  | Yenisel Valdés                |
| 16. | Cha Cha Humor                            | (Incidental)                  |
| 17. | Perro Amor (Pista)                       | Nicolás Uribe, Carmenza Gómez |

Producido por Nicolás Uribe
Rodven-PolyGram 1998

## Elenco
- Danna García ... Sofía Santana
- Julián Arango ... Antonio "El Perro" Brando
- Isabella Santodomingo ... Camila Brando
- Oscar Borda ... Ricardo Pérez / Rocky París
- Consuelo Luzardo ... Carmen de Brando
- Frank Ramírez ... Pedro Brando
- Raquel Ércole ... Ligia de Sierra
- Carmenza Gómez ... Cristina de Brando
- Patricia Maldonado ... Rosario Sierra de Santana
- Diego Trujillo .... Gonzalo Cáceres
- Jorge Enrique Abello ... Diego Tamayo
- Ana María Orozco ... Verónica Murillo
- Jorge López ... Juan Camilo Urrea
- Manuel José Chávez ... Alejandro Santana
- Fernando Solórzano ... Bernardo 'Benny' Caparroso
- Fanny Lu ... Ana María Brando
- Ronald Boecker ... Fernando Valdiri
- Vicky Rueda .... Daniela Valdiri
- Jaime Garzón ...Heriberto de la calle
- Hansel Camacho ... Dagoberto Pérez
- Johnny Acero ... Usnavy Jackson Murillo
- Ani Aristizábal ... Viviana
- Jorge Barón ... El mismo
- Roberto Cano ... Dr. Jaime Monsalve
- Joe Arroyo ... Él mismo
- Hernando Casanova ... Yardinis Goldenmeyer Murillo
- Germán Castelblanco .... Orlando Rusinque
- Christian del Real.... Christian
- Cheo Feliciano....Él mismo
- Carlos Hurtado ... Jairo Chaparro
- Carlos Serrato ... Ángel Santana
- Elkin Córdoba ... Líder de banda Carbono
- Juliana Barrios ... Lena
- Félix Antequera ... Danilo de Mendoza
- Gilberto Ramírez ... Don Joaquín
- Adriana López ... Adriana 'Nani'
- Hugo Gómez ... Productor musical
- Hernán Zajar ... Él mismo
- César Mora ... Él mismo
- Juan Ángel ... Ingeniero
- Kike Mendoza ... William Mosquera
- Estefanía Gómez ... Peggy, fan de Benny
- Luis Alfredo Velasco ... Esposo de Peggy
- Julio César Herrera ... Mauro
- Guillermo Olarte ....Organizador Certamen
- Alejandro Buenaventura ... Concejal Bruno Valdías
- Julio Correal ... Juez de familia
- Horacio Tavera ... Coronel policía
- Eleazar Osorio

## Premios y nominaciones

### Premios TVyNovelas
| Año  | Categoría                              | Nominado                        | Resultado |
| ---- | -------------------------------------- | ------------------------------- | --------- |
| 1999 | Mejor telenovela                       | Mejor telenovela                | Ganadora  |
| 1999 | Mejor libretista                       | Natalia Ospina y Andrés Salgado | Ganadores |
| 1999 | Mejor director                         | Sergio Osorio                   | Ganador   |
| 1999 | Mejor actriz protagónica de telenovela | Danna García                    | Ganadora  |
| 1999 | Mejor actor protagónico de telenovela  | Julián Arango                   | Nominado  |
| 1999 | Mejor actriz antagónica de telenovela  | Isabella Santodomingo           | Ganadora  |
| 1999 | Mejor actriz de reparto de telenovela  | Ana María Orozco                | Nominada  |
| 1999 | Mejor actor de reparto de telenovela   | Diego Trujillo                  | Ganador   |
| 1999 | Mejor actor de reparto de telenovela   | Jorge Enrique Abello            | Nominado  |
| 1999 | Mejor actor de reparto de telenovela   | Oscar Borda                     | Nominado  |
| 1999 | Mejor actor infantil                   | Christian del Real              | Ganador   |
| 1999 | Mejor tema musical                     | Nicolás Uribe                   | Ganador   |

### Premios Simón Bolívar
| Año  | Categoría                 | Nominado                        | Resultado |
| ---- | ------------------------- | ------------------------------- | --------- |
| 1999 | Mejor telenovela          | Mejor telenovela                | Ganadora  |
| 1999 | Mejor actriz              | Danna García                    | Nominada  |
| 1999 | Mejor actor               | Julián Arango                   | Ganador   |
| 1999 | Mejor actriz de reparto   | Ana María Orozco                | Ganadora  |
| 1999 | Mejor actor de reparto    | Diego Trujillo                  | Ganador   |
| 1999 | Mejor dirección           | Sergio Osorio                   | Ganador   |
| 1999 | Mejor libreto             | Natalia Ospina y Andrés Salgado | Ganadores |
| 1999 | Mejor fotografía          |                                 | Ganadora  |
| 1999 | Mejor banda sonora        |                                 | Ganadora  |
| 1999 | Mejor dirección artística |                                 | Ganadora  |

## Emisión Internacional
- La novela fue transmitida en diferentes televisoras de Latinoamérica, entre ellos, Frecuencia Latina de Perú[4] de lunes a viernes a las 3:30 PM en 1998. En Venezuela a través de RCTV a las 20:30 en 1998-99.

## Otras versiones
- En 2010, Telemundo realizó su propia versión, titulada como "Perro Amor", protagonizada por Ana Lucía Domínguez, Carlos Ponce  y Maritza Rodríguez.